# San Giovanni in Persiceto
San Giovanni in Persiceto (en boloñés San Żvân) es una comuna italiana de la provincia de Bolonia, en la región de Emilia-Romaña. Tiene una población de 28 057 habitantes (ISTAT 2025).

## Lugares de interés
En San Giovanni in Persiceto se encuentra oficialmente la sede del Museo del Cielo e della Terra, el museo de la ciencia de la ciudad metropolitana de Bolonia, del cual es presidente Giorgio Celli. Se trata de un museo multifocal que se bifurca en varios polos dentro de la Comuninad de Terre d'acqua (Persiceto, Sant'Agata Bolognese, Crevalcore, Anzola dell'Emilia e sala Bolognese). En el municipio persicetano se encuentra el área astronómica del museo (Planetario y observatorio astronómico), el Orto Botanico «Ulisse Aldrovandi», el Área di riequilibrio ecológico «La Bora» (en el interior de la cual se encuentra el Laboratorio dell'Insetto) y el Laboratorio di Scienza e Tecnologia per ragazzi «Tecnoscienza» de la Universidad de Bolonia.

## Manifestaciones
Todos los años para San Giovanni (San Juan) en Persiceto tiene lugar el Carnevale Storico Persicetano, mientras que para San Matteo de la Décima el Carnevale di Decima.

## Demografía
| Gráfica de evolución demográfica de San Giovanni in Persiceto entre 1861 y 2001 |
|                                                                                 |
| Fuente ISTAT - elaboración gráfica de Wikipedia                                 |